# Euscirrhopterus argentata
Euscirrhopterus argentata är en fjärilsart som beskrevs av Druce 1894. Euscirrhopterus argentata ingår i släktet Euscirrhopterus och familjen nattflyn. Inga underarter finns listade i Catalogue of Life.